# Списак ликова серије Колбијеви

Колбијеви је америчка телевизијска сапуница ударног термина која се емитовала на каналу АБЦ од 20. новембра 1985. године до 26. марта 1987. године. Творци серије су били Ричард и Естер Шапиро и Роберт и Ајлин Полок, а продуцент Арон Спелинг. Радња серије се вртела око породице Колби, богате породице из Лос Анђелеса у Калифорнији.

## Преглед
| Лик             | Глумац            | Сезоне | Сезоне |
| Лик             | Глумац            | 1      | 2      |
| --------------- | ----------------- | ------ | ------ |
| Џејсон Колби    | Чарлтон Хестон    | Главни | Главни |
| Џеф Колби       | Џон Џејмс         | Главни | Главни |
| Франческа Колби | Кетрин Рос        | Главни | Главни |
| Фалон Карингтон | Ема Самс          | Главни | Главни |
| Мајлс Колби     | Максвел Колфилд   | Главни | Главни |
| Сабела Колби    | Стефани Бичам     | Главни | Главни |
| Моника Колби    | Трејси Скоџинс    | Главни | Главни |
| Хенри Кориган   | Џозеф Кампанела   | Главни |        |
| Блис Колби      | Клер Јарлет       | Главни | Главни |
| Зек Пауерс      | Рикардо Монталбан | Главни | Главни |
| Гарет Бојдстон  | Кен Хауард        | Главни | Главни |
| Констанц Колби  | Барбара Стенвик   | Главни |        |
| Филип Колби     | Мајкл Паркс       |        | Главни |

## Главни ликови

### Џејсон Колби
Џејсон Колби је генерални директор предузећа "Колби" и Констанцин, Филипов и Сесилов брат. Када је серија почела, речено је да су Филип и Сесил покојни − Филип је погинуо у Вијетнаму, а други умро од срчаног удара у Денверу током треће сезоне Династије. Џејсон је ожењен Сабел и имају близанце Мајлса и Монику и млађу ћерку Блис. Џејсону је веза са свастиком и Филиповом супругом Франческом окончала брак. Касније је открио да је он отац њеног сина Џефа. Када се први пут појавио током 6. сезоне Династије, њему је била дијагностикована неизлечива болест и речено му је да му је остало са мо годину дана од живота. Ипак, касније је у серији Колбијеви откривено даон уопште није био болеста и да је у питању рачунарска грешка.

### Џеф Колби
Џеф Колби је Филипов и Франческин син кога је у Денверу подигао стриц Сесил на имању Колбијевих у насељу Девет лешника близу имања Карингтонових. Њега је у Лос Анђелес позвала Констанц и убрзо је постао увучен у сплетке лозе Колбијевих током којих је поново нашао своју супругу Фалон за коју се претпостављало да је мртва и отуђену мајку Франческу, а на крају је открио да му је стриц Џејсон у ствари рођени отац. Прво је био бесан и презрив према том открићу, али је уз помоћ Констанц и Фалон Џеф на крају прихватио Џејсона као свог оца.

### Франческа Колби
Франческа Колби је млађа сестра Сабел Колби. Она је потпуно различита од своје сестре Сабел − нежна, скромна, топлог срца, али и страствена. Франческа крије бројне тајне у свом срцу. Једна од њих је та што је иако је била у браку са Филипом Колбијем она заљубљена у његовог брата Џејсона који је случајно ожењен њеном сестром.
Она је код Колбијевих дошла да види свог сина Џефа. Он у почетку није хтео да је види све док није сазнао да је најстарије дете Колбијевих и његов стриц Сесил њу уценио да га остави због своје везе са Џејсоном.
Она је крила да воли Џејсона, али откриће да им је Џеф син их је зближила, поготово кад су обоје избегли Сабелине сплетке. Иако је открила да и даље воли Џејсона, она је занемарила своја осећања и удала се за дипломату Роџера Ленгдона. Њен и Роџеров брак се распао.
Тешкоће су настале када се њен супруг Филип, за кога се претпостављало да је мртав, вратио у Лос Анђелес. Она је и даље гајила нека осећања према њему, али је знала да јој будућност лежи уз Џејсона. Срце јој се дуго борило да заборави Џејсона и заустави сестрину мржњу, али после свих сестриних сплетки, отмице од стране Филипа и саобраћајне несреће, она је преживела и остала са Џејсоном.

### Фалон Карингтон
Фалон Карингтон је ћерка Блејка Карингтона из Династије и супруга на прекиде Џефа Колбија, а била је у браку и са његовим братом од стрица Мајлсом. Лик је првобитно у Династији тумачила Памела Су Мартин која је напустила серију 1984. године, а за лик се претпостављало да је погинуо у ваздухопловној несрећи. Фалон (Самсова) се мало појављивала у Династији уз губитак памћења пре него што је пребачена у серију Колбијеви, а потоњи љубавни троугао између ње, Џефа и Мајлса чинио је окосницу драме у првој сезони. Касније се вратила у Денвер у последње две сезоне Династије.

### Мајлс Колби
Мајлс Колби је Џејсонов и Сабелин син женскарош кога сви знају углавном по лошем понашању, бурним везама (прво са Фалон која је изгубила памћење, а потом и са неуравнотеженом Ченинг Картер) и противништву са братом од стрица Џефом за кога је касније откривено да му је полубрат.

### Сабела Колби
Сабел Колби је Џејсонова супруга, Франческина сестра, Мајлсова, Моникина и Блисина мајка и власница атељеа "Колби". Пореклом је британка. Она је и сестра од тетке лика из Династије Алексис Карингтон (Сесилове удовице). Сабел је заштитнички настројена према породици, али и осветољубива јер ју је Џејсон ставио на друго место због Франческе. Такође је често у сукобу са Констанц јер је дала своје деонице предузећа "Колби" Џефу − чак је отишла толико далеко да је натерала да поверује да је сенилна и покушала да стави под старатељство. Та одлука је ставила неисправив утицај на њен брак са Џејсоном, а ако је време пролазило, и на крају распад њиховог некада срећног брака. Сабел и Алексис су у сукобу што је приказано у Династији, али је још истражено неколико година касније у деветој сезони Династије.

### Моника Колби
Моника Колби је Џејсонова и Сабелина ћерка која је била општа саветница у предузећу "Колби" све док није дала отказ како би водила мзуичку продукцију "Титанија рекордс" за Доминик Деверо. Ипак, касније се вратила на свој стари посао када је Доминик продала продукцију како би помогла Блејку. Моника је заштитнички настројена према свом брату близанцу Мајлсу, али и јако цени његовог супарника (и њиховог брата од стрица) Џефа. Моника је била у кратким везама са певачем "Титанија рекордса" Вејном Мастерсоном и ожењеним извршним директором Нилом Китриџем. Откривено је да Моника раније везе са Кешом Кесидијем има сина за ког је Констанц средила да га одгајају Скот и његова супруга Адријан, али је раскинула везу како би се очувала његова политичка каријера.

### Хенри Кориган
Хенри "Хач" Кориган је измишљени лик из америчке телевизијске серије "Колбијеви". Хенри је иначе крепки, стари каубој и дечко Констанц Колби. Хенри се последњи пут појавио у епизоди „Фалонин избор”. 
Током друге сезоне откривено је да су он и Констанц отишли на путовање по Азији. У епизоди „Уточиште”, стигла је вест да је Констанц нестала у Индији. Џеф и Мајлс су кренули да је траже у епизоди „Допирање”. У епизоди „Моћни играчи”, Џеф и Мајлс су открили да су Констанц и Хенри изгинули при паду ваздухоплова.

### Блис Колби
Блис Колби је Џејсонова и Сабелина млађа ћерка. Блис је одувек била тринаесто прасе у породици и јако нежна, али често врло несрећна. Рођена је 1965. године као најмлађа Џејсонова и Сабелина ћерка чиме је уживала у свим повластицама које је девојчица могла да има, али је имала тешкоћа у проналажењу онога што је испуњава у животу. За разлику од Фалон, њу није занимао очев посао. Због самопоуздања је јако патила јер је једног дана сазнала да је једина у својој познатој породици без неких појадиних квалитета. Ипак, годинама је ојачавала, али опет јој је неко требао увек када јој је било тешко у животу. 
Оно што је Аманда Карингтон у Династији, то је Блис Колби у Колбијевима.
Колбијеви
Осећај да је мање важна отерао ју је у руке људи који су је потпуно заокупили својим бригама. Упркос свему, она је волела своју породицу и има јако снажан осећај за правду. Њен снажна личност дошла је до изражаја када је прихватила посао особе за односе с' јавношћу у балетској скупини своје мајке где је пронашла и праву љубав, руског балетана Николаја "Кољу" Ростова са којим се касније верила. Бивша Кољина девојка Џорџина Синклер је замало успела да уништи Блисину и његову везу, али је на крају ћерка Џејсона победила.
На крају серије Колбијеви, Блис и Коља су се одеслили у Њујорк.
Династија
У последњој сезони Династије, поменуто је да се одселила из виле Колбијевих што је значило да су се она и Коља одселили и највероватније венчали.

### Зек Пауерс
Закари "Зек" Пауерс (рођен као Пабло Закаријас) је син сиромашних, али радних људи из Шпаније. Рођен је тридесетих година. Зек је био дечак када му се отац убио јер јер су њега и посао упропастила већа друштва, а изнад свега друштво Ендруа Колбија. Паблу, његовој мајци и сестри било је тешко, али је он преживео и сачувао образ и заклео се да ће осветити очеву смрт једног дана.
Као младић, добио је посао слуге на једној од лађа Џејсона Колбија и ушао је у кабину, на жалост у тренутку када је Џејсонова супруга Сабел скинула хаљину. Тада је добио отказ од Џејсона због тога, али је сачувао слику Сабел у срцу. Маљриво је радио, мада не увек по закону и поштено. Пабло је променио име у Закари Пауерс, основао своје бродско друштво и ушао у свет богатих људи где је ускоро постао познат као опасна и јако паметна зверка.
Брак са богатом удовицом Гркињом је побољшао Зеково новчано стање, али је она погинула у тајанственој несрећи на мору. Њен син је одувек био убеђен да је Зек направио несрећу, али никада није ништа могао да докаже. Зек је јако добро познавао сестре Морел − Алексис и Карес − а некада је био у вези и са једном и са другом. Године 1980. је зек учествовао у Алексисином плану да се Карес смести у затвор.
Од кад се Зекова сестра јако разболела због чега јој је требала стална нега, он је плаћао њене болничке рачуне и пазин на сестрића Шона Меккалистера. Покушао је да искористи Шонову везу са Блис Колби како би се борио против Џејсона, свог највећег непријатеља, а после смрти једног Џејсоновог запосленог, он је оптужен за убиство, али ништа није било доказано.
1985. године, Зек је упловио у везу са Сабел, али она није делила његову велику страст. Зек се очајнички борио да је задржи, али је њихова веза на крају пропала. Он је увек обавештаван о свему пре свих других. Штавише, постојала је веза између њега и Мајкла Кулхејна, Блејковог бившег возача који је дошао де великих пара од кад је добио отказ и прешао да ради за њега.
Зек је овудек био чудан, недодирљив човек јако љубак споља, али паметан, подмукао и безобзиран када се борио за своје користи. Нико никада није знао шта се дешава у његовој поносној, шпанској души.

### Гарет Бојдстон
Гарет Бојдстон је мудар, али паметан заступник предузећа "Колби" који волео и забављао се са Доминик Деверо. После њиховог раскида на почетку друге сезоне, Гарет је замолио Џејсона да га пребаци у њујоршку филијалу предузећа "Колби" што је овај и учинио.

### Констанц Колби
Констанц Колби је Џејсонова сестра јаке воље која је и поставила темеље за серију позвавши Џефа у Калифорнију у нади да ће зацелити јаз између њега и остатка породице. Како је веровала да јој брат Џејсон умире и да је потребан наследник да води царство Колбијевих, Констанц је дала Џефу својих 50% гласачких деоница у друштву чиме је повећала Сабелин бес што је покренуло једну од водећих прича током прве сезоне. Током друге сезоне је откривено да је Констанц погинула у ваздухопловној несрећи.

### Филип Колби
Филип Колби ја најмлађе дете Ендруа Колбија и јако тежак човек. Још док је био јако млад, почео је превише да пије, а због нарави је често упадао у велике туче и бивао хапшен. Док су отац и старији брат Џејсон били бесни због његовог понашања, сестра Кони је једина покушавала да га брани јер га је пуно волела.
1956. године, Филип се оженио Франческом Скот, али то уопште није променило његов начин живота. Он се коцкао и на крају проневерио новац из очевог предузећа. Кад је Џејсон то сазнао, он је отплатио његове дугове из свог џепа, а Ендру је избацио филипа из своје опоруке после тога и обојица су се сложили да би најбоље било да Филип оде на неко време. Једино су Ендру, Џејсон и Кони разумели зашто је Филип преко ноћи одлучио да оде у Вијетнам и оставо своју супругу од само 18 година својој породици у Калифорнији.
Пар се виђао три пута током наредних месеци, а Франки му је написала да је трудна. Филип је знао да га је варала јер је у међувремену открио да је стерилан. Бесан и огорчен на своју неверну породицу, он је одлучио да се никада не врати у Калифорнију и преузео је име свог покојног саборца Хојта Паркера и почео да се бави продајом оружја.
Кад је случајно налетео на Кони у Индији 1987. године, он је дуговао 2 милиона долара неким својим опасним пријатељима па ју је замолио за помоћ. Она му је дала новац, али су на жалост ти његови пријатељи већ били смислили његову смрт, али су због неке несрећне случајности Кони и њен дечко Хач Кориган страдали у ваздухопловној несрећи која је била намењена Филипу.
У том тренутку је Филип одлучио да се врати у Калифорнију. Купио је неке деонице предузећа "Колби", напао Џејсона и Франки пушком из прикрајка, а онда им је прекинуо свадбу појавивши се изненада. Успео је да стекне Џефову подршку на неко време, али је Џејсон наставио да сумња, а када је сазнао да је Филип Хојт Паркер, он је њега окривио за Конину смрт.
Филип, коме је и даље претила противзаконита трговина оружјем, је украо Сабелину приступну картицу предузећа "Колби" и продао неке посебне податке о раду МОС Закарију Пауерсу. Сем тога, Филип је постао одлучан да врати оно што је сматрао да је још увек његово: Франки. Чак је успео да је заведе, али их је на жалост Џејсон који је сазнао да је он покушао да га убије ухватио на гомили. Филип је хтео да оде и желео је да и Франческа пође са њим па ју је отео јер је она одбила да иде. На крају су их пронашли Џеф и Џејсон и имали су озбиљну несрећу после које је Филип поново нестао.
Никада није речено шта је било са њим после, али је можда преживео несрећу и поново отишао из Калифорније. Филип Колби је био један од најчуднијих ликова серије Колбијеви. Свима га је било жао јер су га преварили брат и супруга, али је са друге стране био јако непријатан лик.